# Cnemidophorus mexicanus
Cnemidophorus mexicanus är en ödleart som beskrevs av  Peters 1869. Cnemidophorus mexicanus ingår i släktet Cnemidophorus och familjen tejuödlor. IUCN kategoriserar arten globalt som livskraftig. Inga underarter finns listade i Catalogue of Life.